# Pierre le Faguays
 (août 2012).
Si vous disposez d'ouvrages ou d'articles de référence ou si vous connaissez des sites web de qualité traitant du thème abordé ici, merci de compléter l'article en donnant les références utiles à sa vérifiabilité et en les liant à la section « Notes et références ».
Pierre Camille Marie le Faguays, né à Rezé le 29 août 1892 et mort le 8 septembre 1962 dans le 14e arrondissement de Paris, est un sculpteur français de style Art déco.

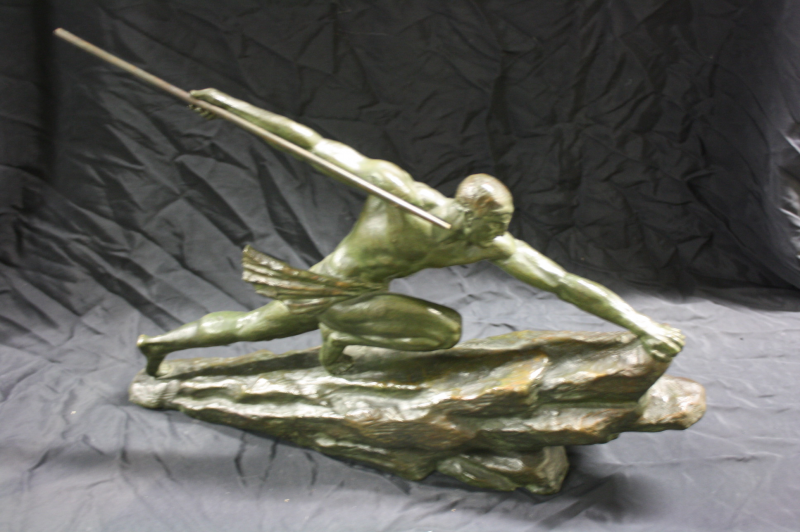
Bronze : Le Chasseur de Pierre Le Faguays

## Biographie
Élève de Vibert à l'École des beaux-arts de Genève, Pierre le Faguays travaille avec différents éditeurs dont Max Le Verrier, la fonderie Susse, Etling, les neveux de J. Lehman, entre autres. Son style est proche de celui de Demetre Chiparus.
Il participe à sa première exposition au Salon de la Société des Artistes Français en 1922. Il y reçoit une mention honorable en 1926 et une autre mention d'honneur, dans la section Sculpture, en 1927.
Il est l'auteur du groupe, en collaboration avec Marcel Bouraine, Stèle et évolution. C’est pour lui l’occasion de collaborer avec les artistes Sibyle May et Édouard Cazaux.
Très prolifique, son travail aborde des matières aussi variées que le marbre, la pierre, la terre-cuite, le bronze, l'ivoire ou l’albâtre. Il s’inspire notamment des statues de « Tanagra ». Le Faguays est également très connu pour des créations en fonte d'art sous différents pseudonymes tels que Guerbe et Fayral, noms de famille de sa mère et de son épouse Raymonde Guerbe. Il présente à Paris deux groupes de sculptures dans le pavillon de A. Goldscheider à l'Exposition des Arts Décoratifs et Industriels. Il participe aussi comme architecte d'intérieur avec deux bas-reliefs monumentaux pour la salle de l'aviation civile lors de l'Exposition spécialisée de 1937 à Paris.
Après la Seconde Guerre mondiale, il est peintre sur la place du Tertre à Montmartre.

### liens externes
- Ressources relatives aux beaux-arts :   - Bénézit
  - Bridgeman Art Library
  - Delarge
  - Musée d'Orsay
  - MutualArt
  - RKDartists
  - Union List of Artist Names
- Notices d'autorité :   - VIAF